# Sternycha diasi
Sternycha diasi är en skalbaggsart som beskrevs av Martins och Maria Helena M. Galileo 1990. Sternycha diasi ingår i släktet Sternycha och familjen långhorningar. Inga underarter finns listade i Catalogue of Life.